# Maja Ognjenović
Maja Ognjenović (6 de agosto de 1984) es una jugadora profesional de voleibol serbia, juega de posición armadora. Desde la temporada 2021/2022, está en el equipo turco Eczacıbaşı Estambul

## Palmarés

### Clubes
Campeonato de Serbia:
- 2004
- 2005
- 2003, 2006

Copa de Rumania:
- 2007, 2008

Campeonato de Rumania:
- 2007, 2008

Challenge Cup:
- 2009

Campeonato de Turquía:
- 2018
- 2010

Copa de Grecia:
- 2011

Campeonato de Grecia:
- 2011

Copa de Polonia:
- 2014

Campeonato de Polonia:
- 2014, 2015

Supercopa de Polonia:
- 2014

Campeonato de Italia:
- 2016

Campeonato Mundial de Clubes:
- 2016
- 2019

Liga de Campeones:
- 2017

Copa CEV:
- 2018

Supercopa de Rusia:
- 2018

Copa de Rusia:
- 2018

Campeonato de Rusia:
- 2019

### Selección nacional
Campeonato Mundial:
- 2018
- 2006

Campeonato Europeo:
- 2011, 2019[1]
- 2007
- 2015

Universiada:
- 2009

Liga Europea:
- 2010, 2011
- 2012

Grand Prix:
- 2011, 2013

Copa Mundial:
- 2015

Juegos Olímpicos:
- 2016
- 2020

## Premios individuales
- 2007: Mejor armador Campeonato Europeo
- 2009: Mejor armador Challenge Cup
- 2010: Mejor armador Liga Europea
- 2011: Mejor armador Liga Europea
- 2011: Mejor armador Campeonato Europeo
- 2012: Mejor armador Liga Europea
- 2014: Mejor armador Copa de Polonia
- 2015: Mejor armador Liga de Campeones
- 2015: Mejor armador Campeonato Europeo
- 2019: Mejor armador Campeonato Europeo